# Siliqua sloati
Siliqua sloati är en musselart som beskrevs av Leo George Hertlein 1961. Siliqua sloati ingår i släktet Siliqua och familjen knivmusslor. Inga underarter finns listade i Catalogue of Life.